# EraBatera
EraBatera est un groupe espagnol de pop rock, originaire de Biscaye.

## Histoire
Après avoir composé plusieurs chansons seul, Gaizka Salazar, le batteur du groupe Gatibu, décide d'enregistrer un album et forme un groupe à cet effet avec Mikel Caballero, membre de Gatibu, Beñat Serna de Ken Zazpi, et Jurgi Ekiza, le chanteur de Willis Drummond,. L'année de sa formation, le groupe sort son premier album Antipodetan, cité par la presse spécialisée. Ils sortent leur deuxième album, Izpi galdua en 2021,.

## Discographie

### Albums studio
- 2018 : Antipodetan (auto-produit)[6]
- 2021 : Izpi galdua (auto-produit)[7]